# Nádasdia
Nádasdia (Nădășdia), település Romániában, Erdélyben, Fehér megyében.

## Fekvése
Az Erdélyi-érchegység alatt, Algyógytól északra, Zalatnától nyugatra, Nagyalmás és Glod közt fekvő település.

## Története
Nádasdia nevét 1321-ben említette először oklevél p. Nadasd néven.
1518-ban v. Nadasd az Ákos nemzetségbeli Folti, a Zádorlakai, Illyei, Illyei Dienesi családok birtoka volt, és Al-Diód várához tartozott.
1733-ban Nádestie, 1750-ben Nedestie, 1805-ben Nádastja, 1808-ban Nádasdia, 1861-ben Nadastia néven írták.
1910-ben 270 lakosából 269 román és görögkeleti ortodox volt.
A trianoni békeszerződés előtt Hunyad vármegye Algyógyi járásához tartozott.